# Sandra Yaxley
Sandra Yaxley (Australia, 1968) es una nadadora paralímpica australiana con parálisis cerebral. En los Juegos Paralímpicos de Seúl 1988, ganó una medalla de oro en los 100 metros libres de C6 y una medalla de plata en los 50 metros de espalda de C6. En los Juegos de Barcelona de 1992, ganó una medalla de oro en la prueba de 4x50 metros libres de S1-6 y una medalla de bronce en los 100 metros libres de S6. Se retiró de la natación después de los Juegos Paralímpicos de 1992, pero comenzó a entrenar a nadadores discapacitados y sanos. Fue entrenada por Phil José.
Yaxley era originaria de Tasmania y se trasladó a Perth, Australia Occidental, a una edad temprana. Empezó a nadar a los cuatro años como una forma de rehabilitación. Asistió a la Escuela Secundaria de Swanbourne.  En el año 2000, se le otorgó la Medalla Deportiva Australiana, y en 2013 fue incluida en el Salón de la Fama de la Natación de Australia Occidental a la edad de 44 años.
El lema de Yaxley es «Déjame intentarlo y, si no puedo hacerlo, lo sabré, pero si puedo hacerlo, entonces cuidado con el mundo».